# Ryszard II Dobry
Ryszard II Dobry (ur. 23 sierpnia 963, zm. 28 sierpnia 1027 w Fécamp) – syn i sukcesor Ryszarda I Nieustraszonego i jego drugiej żony, Gunnory. Za jego panowania okrzepła feudalna struktura społeczna w Normandii. W związku z tym ustalił się zwyczaj tytułowania władcy Normandii księciem, aczkolwiek prawdopodobne jest, że tego tytułu używał już jego ojciec.
U progu swojego panowania musiał stawić czoła powstaniu chłopskiemu, które stłumił z całą bezwzględnością i zdecydowaniem. Wieśniakom, którzy żądali poprawy warunków bytowych ucinano ręce i stopy. W następnych latach Ryszard starał się prowadzić politykę pokojową. Dzięki umiejętnej dyplomacji podniósł znaczenie księstwa Normandii na miejscowej scenie politycznej. Długotrwały okres pokoju sprzyjał rozwojowi gospodarczemu i stabilizacji wewnętrznej. Dokonano również reformy normandzkich klasztorów.
Książę odparł atak Anglików na półwysep Cotentin prowadzony przez króla Ethelreda II. Wspierał również działania króla Francji Roberta II przeciwko księstwu Burgundii.
Ryszard usiłował poprawić relacje z królestwem Anglii poprzez małżeństwo swojej siostry Emmy, z angielskim królem Ethelredem II, ale Emma była bardzo nielubiana przez Anglików. Jednakże małżeństwo to dało później pretekst jego wnukowi, Wilhelmowi Zdobywcy zgłosić pretensje do tronu angielskiego.

## Wywód przodków
| 4. Wilhelm I Długi Miecz |  |                            |  |  |               |
|                          |  | 2. Ryszard I Nieustraszony |  |  |               |
| 5. Sprota z Bretanii     |  |                            |  |  |               |
|                          |  |                            |  |  | 1. Ryszard II |
| 6. NN                    |  |                            |  |  |               |
|                          |  | 3. Gunnor                  |  |  |               |
| 7. NN                    |  |                            |  |  |               |
|                          |  |                            |  |  |               |

## Żony
Ryszard II był dwukrotnie żonaty. Między 996 a 1008 rokiem poślubił Judytę (ur. 982), córkę Conana I, księcia Bretanii, i Ermengardy Andegaweńskiej, córki Godfryda I Szarego, hrabiego Andegawenii. Ryszard owdowiał 28 VI 1017. Krótko po 1017 poślubił Pappię. Według tradycji miał jeszcze jedną żonę, Astrid, córkę Swena Widłobrodego, króla Anglii i Danii, oraz Sygrydy Storrådy, córki Mieszka I.

## Potomstwo
Z pierwszego małżeństwa pochodzili:
- Ryszard III (997 – 3 lutego 1028), książę Normandii
- Robert I Wspaniały (ok. 1000 – 2 lipca 1035), książę Normandii
- Wilhelm (zm. 1025), zakonnik w Fécamp
- Adelajda, żona Renalda I, hrabiego Burgundii
- nieznana z imienia córka (późne źródła dają jej imię Eleonora), żona Baldwina IV, hrabiego Flandrii
- Matylda (zm. 1033)

Z drugiego małżeństwa pochodzili:
- Mauger, arcybiskup Rouen
- Wilhelm, hrabia Arques